# السيدة زينب (حي)
حي السيدة زينب، هو أحد أحياء المنطقة الجنوبية لمحافظة القاهرة وكان يسمى سابقا حي جنوب متضمناً (حي السيدة زينب وحي الخليفة والمقطم). قرر محافظ القاهرة فصل بعض أحياء المحافظة فتم تقسيم حي جنوب إلى حي السيدة زينب وحي الخليفة والمقطم عام 1998، ومن ثم أصبح يسمى بحي السيدة زينب، ويعتبر حي السيدة زينب من الأحياء الشعبية القديمة المكتظة بالسكان والعقارات القديمة وبه مسجد السيدة زينب والذي تم تطويره ليصبح وجهة دينية وسياحية.

## تسمية
اُشتُقَّ اسمه من وجود جامع السيدة زينب فيه. ويعد من أهم الأحياء الشعبية في القاهرة، حيث يوجد به بعض المطاعم الشعبية، كما يوجد به منطقة قلعة الكبش التي هي من المناطق المشهورة في الحي، ويوجد به جامع أحمد بن طولون. تقول وسائل إعلام مصرية، أن حي السيدة زينب يعد من أكثر الأماكن السياحية في القاهرة، حيث تكتظ بالكثير من المساجد والأضرحة الدينية، التي يجعلها قِبلة لعشاق السياحة الدينية كما تضم الكثير من الأماكن الأثرية.

## معالم

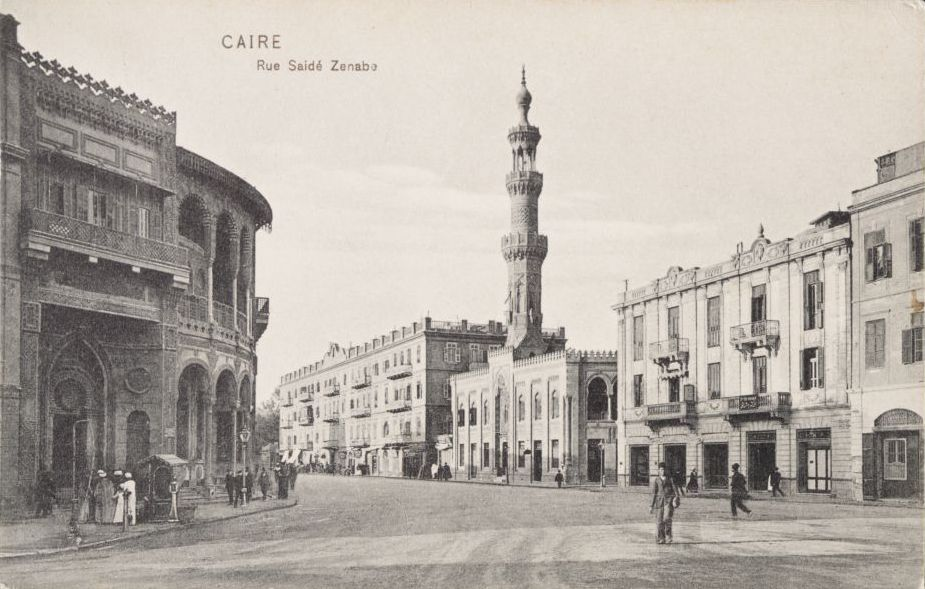

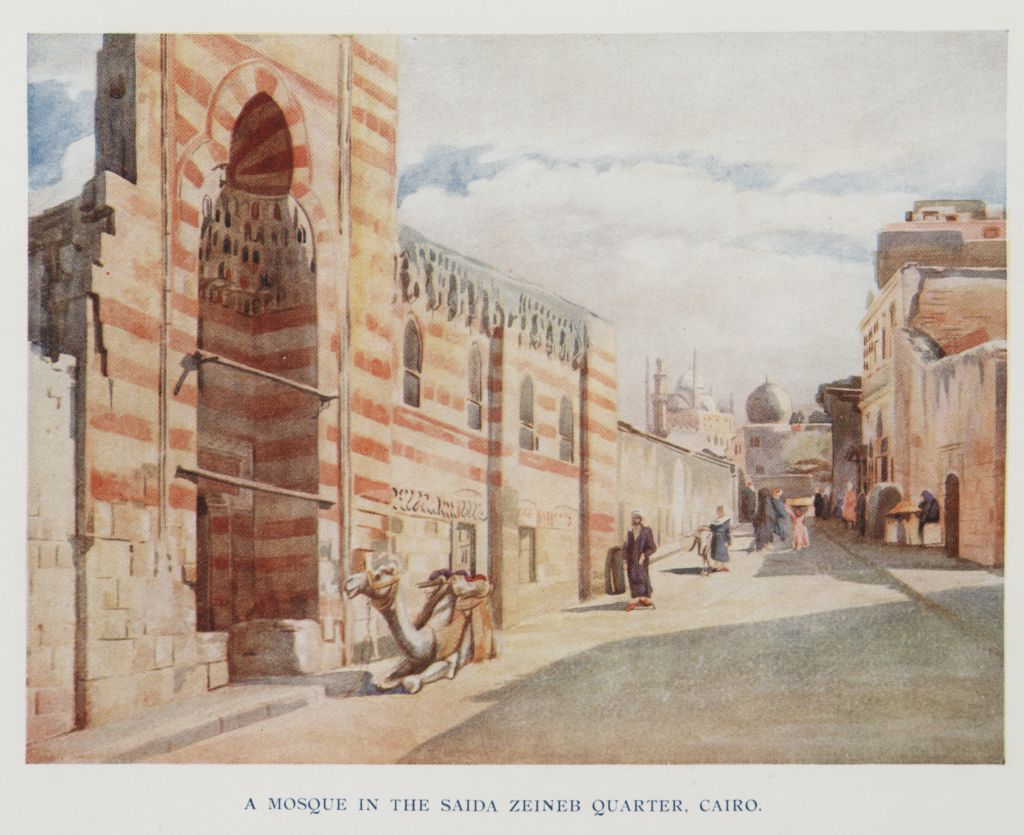
مسجد بحي السيدة زينب سنة 1907م

يقع المسجد بميدان السيدة زينب وكان هذا المكان يعرف قديما في العصر المملوكي باسم خط السباع نسبة إلى قنطرة شيدها السلطان الظاهر بيبرس البنقداري «658 هـ» على الخليج المصري الذي كان يمر من أمام المسجد وكان على هذه القنطرة رسم للسباع وهو شعار السلطان الظاهر بيبرس، وقد تم ردم الخليج المصري عام 1898م ومع عملية الردم اختفت قنطرة السباع وظهرت واجهة مسجد السيدة زينب ومنذ ذلك التاريخ أي في نهاية القرن التاسع عشر بدأ يطلق على الميدان والحي بأكمله اسم السيدة زينب المدفونة داخل المسجد.
والسيدة زينب هي ابنة علي بن أبي طالب وأمها السيدة فاطمة الزهراء بنت الرسول صلى الله عليه وسلم وجدتها لأمها السيدة خديجة بنت خويلد وشقيقاها هما الحسن والحسين رضي الله عنهم. سمي الحي بهذا الاسم نسبة إلى وجود مسجد وضريح السيدة زينب رضي الله عنها.
مع ذلك يرجح أن السيدة زينب الذي سُمي هذا الحي باسمها هي زينب بنت يحيى بن زيد بن علي بن الحسين بن علي بن أبي طالب، وهي التي دفنت في المشهد المجاور لقبر عمرو بن العاص.

### قنطرة السباع
كانت المنطقة أمام مسجد السيدة زينب تسمى قنطرة السباع. موقع قنطرة السباع الحالي أمام مسجد السيدة زينب، أنشأها الملك الظاهر بيبرس ونصب عليها سباعاً من الحجارة لأن رنكه (شعاره) كان على شكل سبع، سماها ابن دقماق في كتاب الانتصار بالقنطرة الظاهرية، كانت موجودة على الخليج المصري ومعروفة بقنطرة السيدة زينب وكانت تتكون من قنطرتين إحداهما توصل بين شارع الكومي وبين شارع السد، والثانية كانت توصل بين شارع مراسينا وبين شارع الكومي. لما أنشأ الملك الناصر محمد بن قلاوون الميدان السلطان وكان يتردد إليه كثيراً، كان يركب تلك القنطرة، فتضرر من ارتفاعها ولذلك أمر بهدمها وجعلها أوسع مما كانت وأقصر من ارتفاعها، وانتهى العمل في عام 735هـ- 1325م. ولما تم ردم الجزء الأوسط من الخليج اختفت القناطر.

## الحدود الإدارية
- الحد الشمالي: حي عابدين (ش. مجلس الشعب ثم ش.سويقة السباعين ثم ش.إسماعيل أبوجبل).
- الحد الجنوبي: حي مصر القديمة (شارع مجرى العيون).
- الحد الشرقي: حي وسط (ش.بورسعيد)، حي الخليفة (ش.أحمد عمر- ش.جامع أزبك- غرب ش.الأشرف وميدان السيدة نفيسة).
- الحد الغربي: حي غرب (شارع القصر العيني) – حي مصر القديمة ش.الكورنيش من كوبري المنيل وحتى ميدان فم الخليج.

### الشياخات

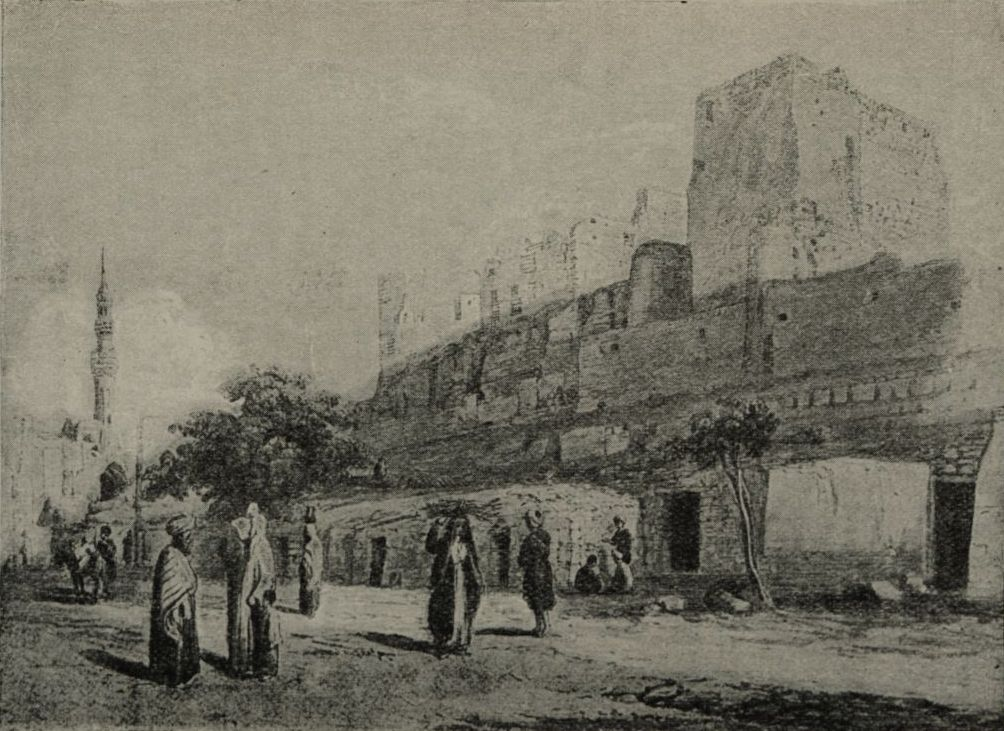
قلعة الكبش عام 1830م

- الانشا والمنيرة.
- البغالة.
- الحنفي.
- الدرب الجديد.
- السباعين.
- السيدة.
- العتريس.
- العيني.
- الكبش.
- حدائق زينهم.
- خيرت.
- درب الجماميز.
- زينهم.
- سنقر.
- طولون.
- الناصرية
- قلعة الكبش

## مشاهير الحي
- الكاتب يحيى حقي: ولد في درب الميضة (الميضأة) خلف مسجد السيدة زينب.[4]
- الفنان نور الشريف: ولد في حي السيدة زينب.[بحاجة لمصدر]
- الفنان والموسيقار سيد مكاوي: ولد في حي الناصرية.[بحاجة لمصدر]
- الموسيقار عمر خيرت: ولد في شارع خيرت بحي السيدة زينب.[بحاجة لمصدر]
- الكابتن حمادة إمام: لاعب كرة بنادي الزمالك ولد بحي المنيرة.[5]
- الفنانة هدى المفتي: ولدت في حي السيدة زينب.[6]
- الفنان عادل إمام: عاش في حي السيدة زينب.[7]
- الفنان نبيل الحلفاوي:- ولد وتربى في حي السيدة زينب.[8]
- الكابتن فاروق جعفر:- عاش في حي المنيرة بالسيدة زينب.

## أشهر الأماكن والشوارع بالحي

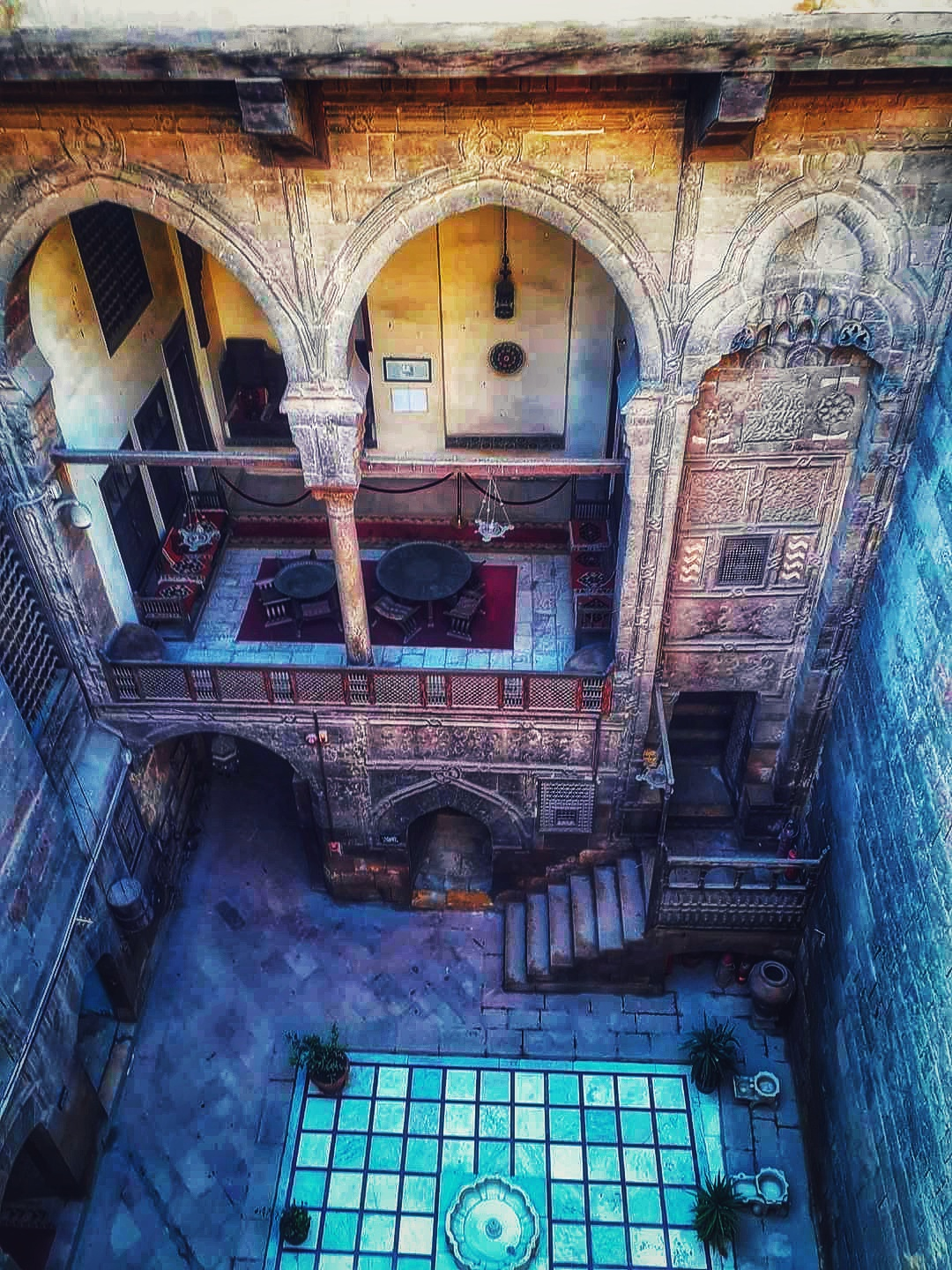
بيت الكريتليه او متحف جاير أندرسون

يحظى حي السيدة بالعديد من الأماكن التي تدفع الناس للذهاب لهذا الحي، خاصة مسجد السيدة زينب الذي لم يأتي الناس من القاهرة فقط بل من جميع المحافظات ومن جميع البلاد للصلاة في مسجدها وللاحتفال بمولدها الذي يقام كل عام من شهر رجب.
كما يشتهر الحي بوجود العديد من المطاعم التي يذهب اليها الناس ليتناولون وجبات الطعام فيها، وخاصة خلال شهر رمضان لتناول وجبات الإفطار والسحور، ومحال الحلويات مثل (سوبيا الرحماني - الكرنك).

### مدرسة السنية[10]
هي أول مدرسة أنشأت لتعليم الفتيات في مصر وتقع في شارع الكومي.

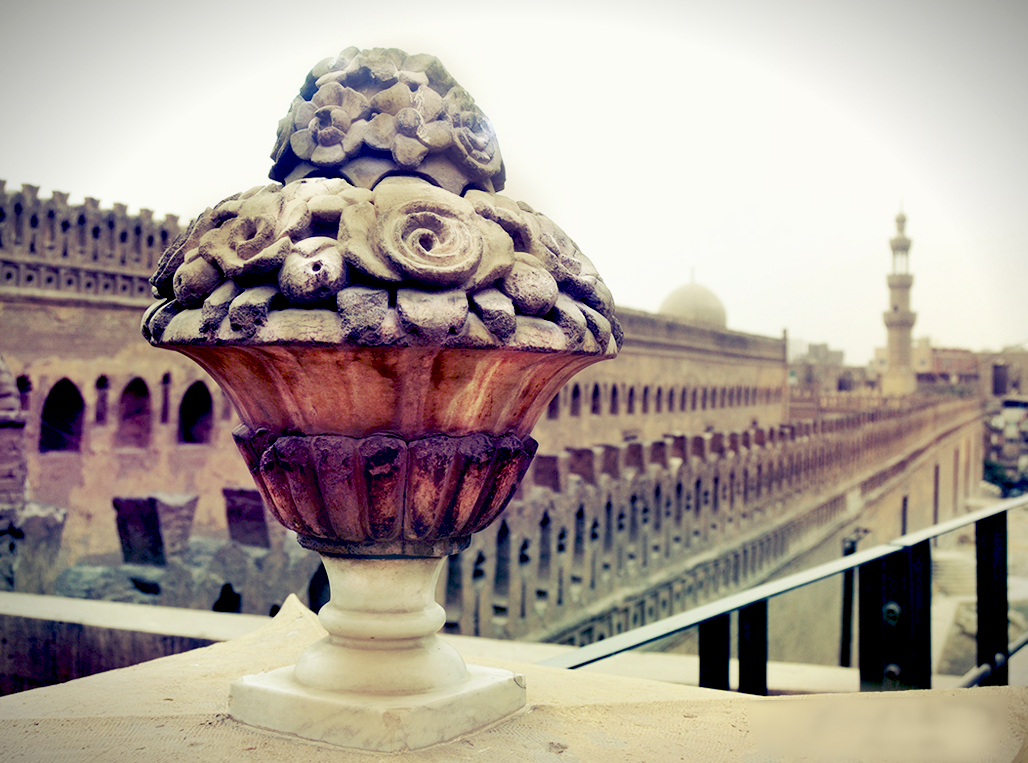
مسجد ابن طولون

### مسجد أحمد بن طولون[11]
هو من المساجد الاثرية الشهيرة، أنشأه الوالي أحمد بن طولون والي مصر في عصر الدولة الطولونية ويعتبر ثالث جامع بني في مصر بعد مسجد عمرو بن العاص وأول جامع أُنشِئ في عصر الدولة الطولونية، أنشأ أحمد بن طولون المسجد أعلى جبل يعرف باسم (جبل يشكر) وذلك بسبب أنه كان يخشى أن إذا حدث غرق أو حرائق في مصر أن لا يقع هذا الجامع نتيجة حرق أو غريق.

### حي زينهم[بحاجة لمصدر]
هو أحد أحياء حي السيدة زينب، يقع في الجهة الجنوبية من حي السيدة، يحظى هذا الحي بشعبية هائلة، خاصة لوجود (مسجد الإمام زين العابدين) بن الامام الحسين بن علي وسمي بذلك الاسم لكثرة سجوده وتعبده لله، لذلك سميت المنطقة بإسمه (زين العابدين) أو (زينهم)، ويُختلف في مدفنه إن كان قد دُفِنَ في مصر أم كما قيل في البقيع بجوار الرسول صلى الله عليه وسلم، يتميز هذا الحي لوجود العديد من المعالم مثل (مسجد الإمام زين العابدين) و (مستشفى 57357) لعلاج سرطان الأطفال، وشارع السلخانة الذي يعتبر من أشهر شوارع هذا الحي لأنه مشهور ببيع اللحوم خاصة في فترة عيد الاضحى ولا زال حتى الآن مشهور ببيع اللحوم لذلك سمي بـ (سوق المدبح).

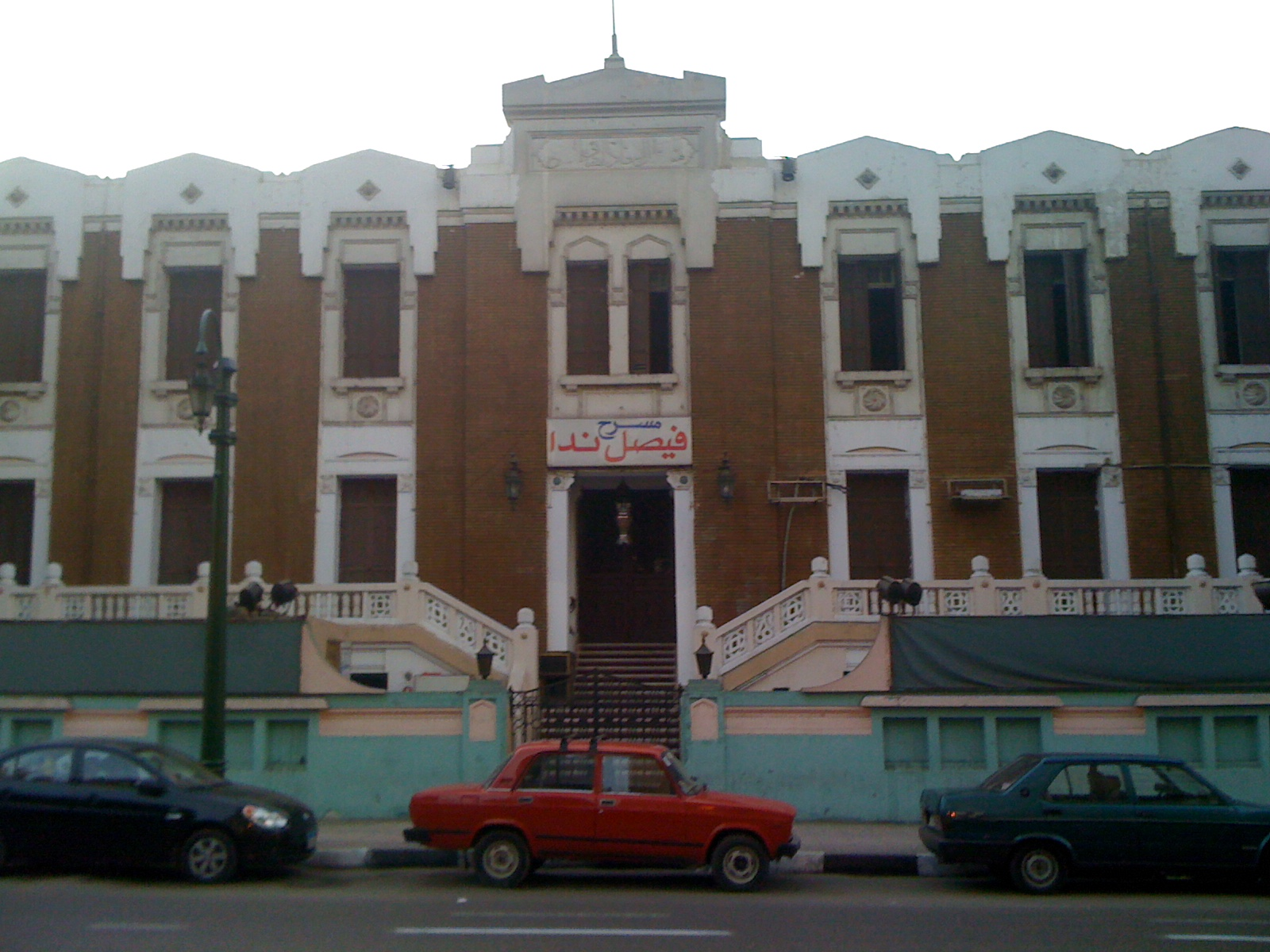
مسرح فيصل ندى

### شارع القصر العيني[12]
هو أحد أطول شوارع القاهرة والقريبة من حي السيدة زينب، ويبدأ من ميدان فم الخليج وينتهي عند ميدان التحرير، سمي بهذا الاسم نسبة إلى شهاب الدين أحمد العيني الذي بنى قصرا في هذه المنطقة وسماه باسمه (قصر العيني)، يعد من أشهر الشوارع حيث يقع على يمينه حي السيدة زينب، وعلى شماله حي جاردن سيتي، ويضم العديد من المعالم مثل (كلية الطب بجامعة القاهرة - نقابة الأطباء - مسرح النهار - جريدة روز اليوسف - مستشفى القصر العيني).

### شارع ضريح سعد
هو أحد شوارع حي السيدة زينب، سمي بذلك الاسم نسبة إلى وجود بيت الامة الذي فيه دفن الزعيم المصري الخالد/ سعد زغلول، وفيه الضريح الذي دفن به وسمي باسم (ضريح سعد زغلول)، لذلك سمي الشارع باسم (شارع ضريح سعد).

### شارع الناصرية

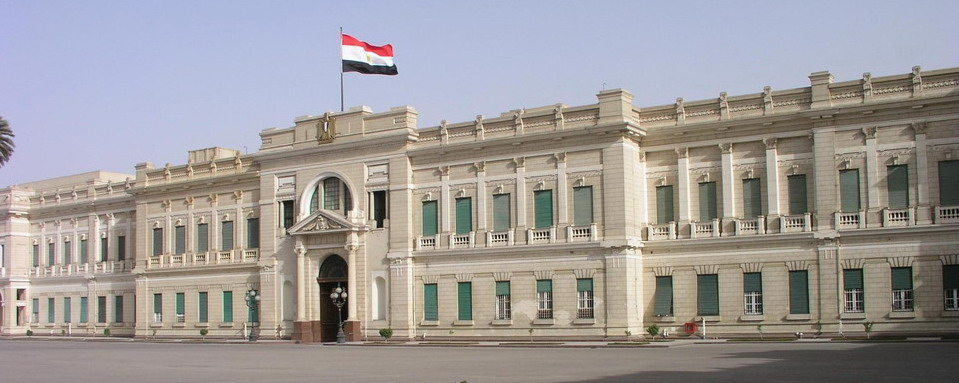
قصر عابدين

هو أحد شوارع حي السيدة زينب، ويرجع سبب تسمية هذا الشارع بهذا الاسم لأنها كانت توجد بِركَة تسمى (البِركَة الناصرية) نسبة للسلطان الناصر محمد بن قلاوون، كانت تحيطها بيوت صغيرة، لكن مع بناء قصر عابدين وبداية عصر حكم الخديوي إسماعيل سكنها عدد من المسئولين بالدولة لقربها من قصر عابدين مقر الحكم وقتها، فيه العديد من المعالم مثل (مسجد الإسماعيلي  - مسجد كعب الأحبار - مسجد السلطان الحنفي.

### شارع خيرت
هو أحد شوارع حي السيدة زينب، يقع بجوار شارع الناصرية، وقد سمي بذلك نسبة لـ عبيد الله خيرت الذي كان له قصرا في هذا الشارع، وهو جد الموسيقار عمر خيرت.

### شارع محمد عز العرب
هو أحد الشوارع بحي السيدة زينب، كان اسمه في السابق (المبتديان)، يبدأ من شارع القصر العيني وحتى منطقتي (شارع الناصرية وشارع خيرت)، ويرجع تسميته نسبةً لوجود مدرسة المبتديان الثانوية التي كانت في البداية قصراً اسمه (البرديسي)، وكان هذا القصر (مسافر خانة) أي أنه كان معداً لاستقبال ضيوف مصر، ثم سمي باسم شارع الشيخ/ علي يوسف نسبة إلى الشيخ/ علي يوسف أحد رواد الصحافة في مصر، ثم سمي باسم/ محمد عز العرب وهو أحد المحامين بينما تم اطلاق اسم الشيخ/ علي يوسف على أحد شوارع حي المنيرة بالسيدة زينب.

### شارع السد[17]
هو أحد أطول الشوارع في حي السيدة، ينقسم الشارع إلى جزأين هما :
- الأول (من عند منزل كوبري الطيبي إلى ميدان أبو الريش)
- الثاني (من عند ميدان أبو الريش إلى مسجد السيدة زينب) والنصف الثاني هذا قد تم تسميته بشارع (يوسف السباعي) تكريماً للكاتب الصحفي الذي تم اغتياله، بينما يعرف اسم الشارع عند عامة المصريين باسم (شارع السد)، هذا الشارع يحظى عند المصريين بشعبية خاصة خاصة في شهر رمضان يتم عمل شوادر الفوانيس احتفالا بشهر رمضان وذلك من الاسبوع الاخير من شعبان وحتى النصف الأول من رمضان، وقد تم عمل فيلم باسمه (شارع السد) من بطولة (فاروق الفيشاوي).

## معرض الصور
|  |  |  |
|  |  |  |